# Castrovite
Castrovite, lugar perteneciente a la Parroquia de Orazo, a su vez perteneciente al Ayuntamiento de La Estrada, Provincia de Pontevedra, comunidad autónoma de Galicia, España.

## Etimología
Las orígenes del topónimo ´Castrovite´ se remontan a la historia del Castro de Santa Mariña, situado en el punto más alto de todo el lugar y desde donde se pueden divisar unas magníficas vistas del alrededor. El topónimo Castrovite deriva de la unión de la palabra latina Castrum (Castro, antigua fortificación celta) y el término celta 'Beltaine' que, en su origen irlandés, significa "buen fuego", la fiesta pastoral de los pueblos celtas, que asociaban el equinoccio de verano y la llegada de la luz a la fecundidad de la tierra y de los animales. Todavía hoy las gentes de la zona llevan a cabo en la fiesta de Santa Mariña y en el vecino San Marcos (25 de abril) rogativas y rituales destinados a asegurar la preñez de sus ganados y el logro de buenas cosechas en la zona. El topónimo tiene que ver, pues, con el "Castro de Beltaine", de la fiesta de la celebración del fuego, de la luz y de la renovación del ciclo natural que representa la primavera.

## Castro de Santa Mariña
Uno de los motivos por lo que Castrovite es más conocido es por la existencia de un antiguo castro celta que data del Siglo IV a. C. Este castro, que actualmente se encuentra algo deteriorado, se encuentra en el punto más alto del lugar, a unos 400 metros de altitud.
Se han encontrado varias cerámicas y una cuenta de pasta vítrea en una excavación hecha en 1995. Estos restos encontrados pertenecen al periodo comprendido entre el siglo V al I a. C. Los restos arqueológicos encontrados prueban la existencia de un comercio púnico de cerámicas en el interior de Galicia, hecho extraño, ya que este comercio se producía con más asiduidad en el litoral. Actualmente encima del castro se encuentra situada una ermita dedicada a la Virgen de Santa Mariña y en la que cada 25 del mes de julio se celebran las fiestas patronales.

## Fábrica de campanas de J. Liste
Antiguamente, en torno a los primeros años del Siglo XX, hubo en Castrovite una fábrica de campanas propiedad de la familia Liste que fabricaba y exportaba campanas a todo Galicia.